# Inhacorá
Inhacorá es un municipio brasileño del estado de Rio Grande do Sul. 
Se encuentra ubicado a una latitud de 27º52'59" Sur y una longitud de 54º01'01" Oeste, estando a una altitud de 358 metros sobre el nivel del mar. Su población estimada para el año 2004 era de 2.393 habitantes. Según el IBGE 2020 para ese año el municipio cuenta con una población de 2.215 habitantes. 
Ocupa una superficie de 113,22 km².